# Oberndorf (Oste)
Oberndorf (niederdeutsch Öberndörp) ist eine Gemeinde an der Oste in der Samtgemeinde Land Hadeln im Landkreis Cuxhaven in Niedersachsen. Zu dem links der Oste gelegenen Hauptort Oberndorf gehört ebenfalls das rechts der Oste gelegene Bentwisch. Oberndorf ist als Preisträger mit der Goldmedaille des Europäischen Dorferneuerungspreises.

## Geografie

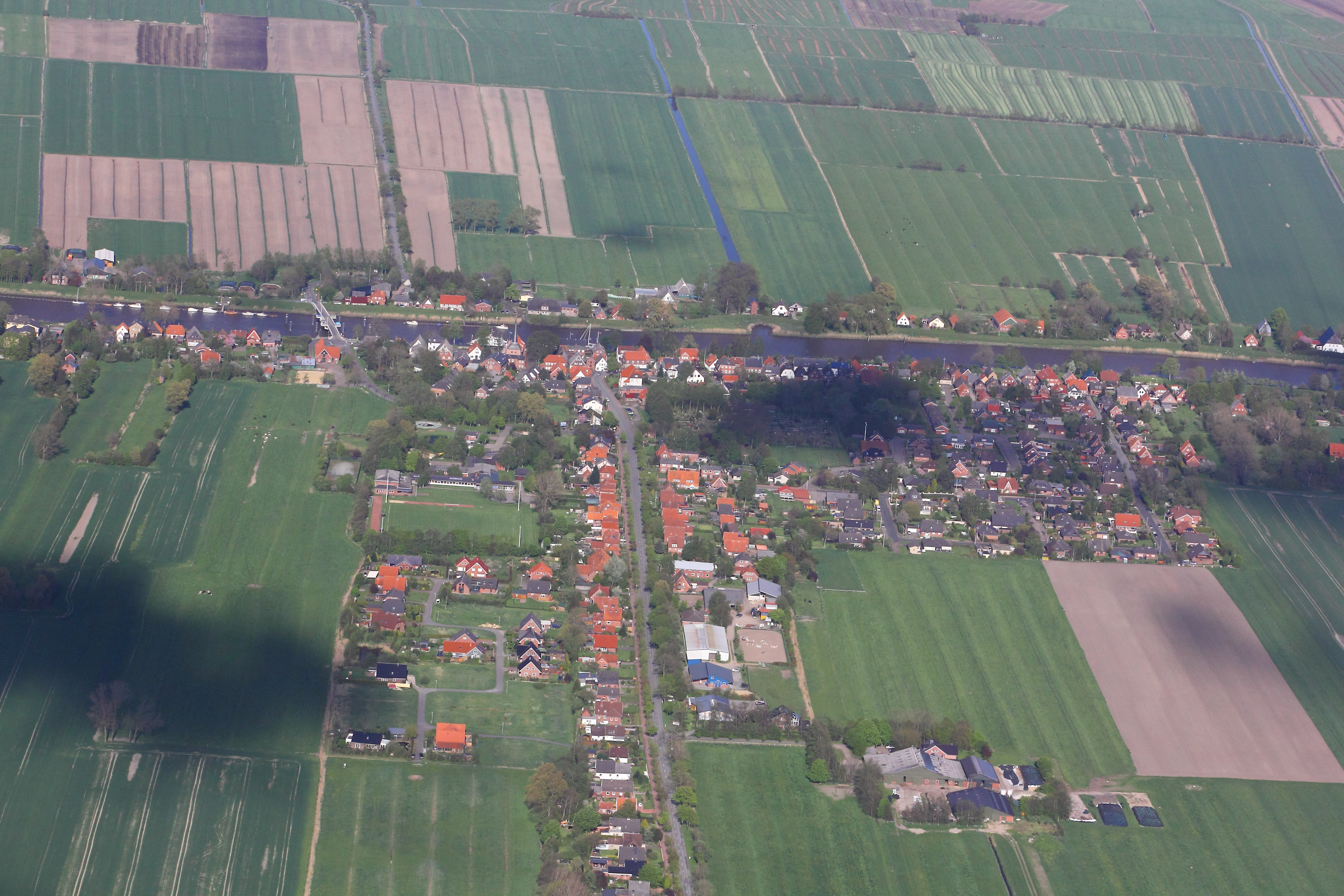
Oberndorf von Westen gesehen

### Nachbargemeinden
| Cadenberge | Balje Landkreis Stade                       | Oederquart Landkreis Stade |
| Wingst     | Kompassrose, die auf Nachbargemeinden zeigt |                            |
|            | Hemmoor                                     | Osten (Oste)               |

### Gemeindegliederung
Die Gemeinde Oberndorf ist ein Ferienort und besteht auf der einen Seite der Oste aus den Ortsteilen Oberndorf, Laak, Braak, Ahrensflucht und Ahrensfluchter Moor. Auf der anderen Seite der Oste liegen die Gemeindeteile Bentwisch, Zollbaum, Hasenfleet, Niederstrich, Niederstricher Deich, Moordeich, Moorstrich und Schwarzenmoor.

## Geschichte
1316 wurde Oberndorf als Overdorpe das erste Mal urkundlich erwähnt. Wahrscheinlich fand die Eindeichung an der Elbe und Oste seit der Mitte des 12. Jahrhunderts statt und Siedlungen entstanden. Die St. Georgskirche nahe am Ostedeich wurde 1379 erstmals urkundlich erwähnt. Der noch bestehende niedrige Turm und die erste Kirche sind wahrscheinlich um 1300 entstanden. 1653 wurde die heutige Kirche an die Stelle des gotischen Vorgängerbaus erstellt. Der hohe Turmhelm entstand 1717.
Die Siedler in den Marschen waren freie Bauern, die ihre Richter und Landgeschworenen selbst wählten. Von 1502 bis 1511 schloss Oberndorf mit dem Kirchspiel Geversdorf ein Bündnis mit dem Land Kehdingen. Die Herren von Brobergen besaßen in Oberndorf das Bürgergericht bestehend aus Schulzen, Schöppen und Rathmannen. Nach der Ansiedlung von Handwerkern, Kaufleuten und Schiffern wurde Oberndorf im 17. Jahrhundert ein Flecken. Der Tonabbau in der Flussmarsch führte im 19. Jahrhundert zum Aufbau der Ziegelindustrie.
Die Gemeinden Bülkau und Oberndorf schlossen sich mit Wirkung vom 1. Januar 1970 der Samtgemeinde Am Dobrock an, die 2016 in der Samtgemeinde Land Hadeln aufging. Seit 1977 ist die Flussquerung über eine Brücke möglich, die die alte Fährverbindung ablöste. 2010 wurde Oberndorf in das Programm zur Dorferneuerung erneut aufgenommen. Die Gemeinde Oberndorf wurde 2021 mit dem Europäischen Dorferneuerungspreis 2020 in Gold für eine ganzheitliche, nachhaltige und mottogerechte Dorfentwicklung von herausragender Qualität ausgezeichnet.

### Ausgliederungen
Am 1. Januar 1972 wurde ein Gebiet mit damals etwa 50 Einwohnern an die Nachbargemeinde Hemmoor abgetreten.

### Einwohnerentwicklung
| Jahr      | 1910 | 1925 | 1933 | 1939 | 1950 | 1961 | 1970 | 1987 | 1992 | 1997 | 2002 | 2010 | 2015 | 2017 |
| --------- | ---- | ---- | ---- | ---- | ---- | ---- | ---- | ---- | ---- | ---- | ---- | ---- | ---- | ---- |
| Einwohner | 2370 | 2075 | 1910 | 1833 | 3057 | 2243 | 2089 | 1671 | 1666 | 1572 | 1588 | 1444 | 1359 | 1352 |

(Quellen: 1910, 1925–1939, 1950, 1961 am 6. Juni, 1970 am 27. Mai, jeweils Volkszählungsergebnisse; ab 1987 jeweils am 31. Dezember)

## Politik

### Gemeinderat
Der Rat der Gemeinde Oberndorf besteht aus 11 Mitgliedern. Elf Ratsmitglieder sind die festgelegte Anzahl für die Mitgliedsgemeinde einer Samtgemeinde mit einer Einwohnerzahl zwischen 1001 und 2000 Einwohnern. Die Ratsmitglieder werden durch eine Kommunalwahl für jeweils fünf Jahre gewählt. Die aktuelle Amtszeit begann am 1. November 2021 und endet am 31. Oktober 2026.
Die letzte Kommunalwahl am 12. September 2021 ergab das folgende Ergebnis:
| Partei                      | Anteilige Stimmen | Anzahl Sitze | Veränderungen zu 2016 |
| --------------------------- | ----------------- | ------------ | --------------------- |
| SPD                         | 51,49 %           | 6            | −1                    |
| Bürgerliste Oberndorf (BLO) | 32,48 %           | 4            | +1                    |
| Die Grünen                  | 8,09 %            | 1            | +1                    |
| AfD                         | 4,56 %            | 0            | −1                    |

Die Wahlbeteiligung bei der Kommunalwahl 2021 lag mit 58,06 % über dem niedersächsischen Durchschnitt von 57,1 %.

### Bürgermeister
Der Gemeinderat wählte das Gemeinderatsmitglied Anne Cunow (BLO) zur ehrenamtlichen Bürgermeisterin, nachdem Detlef Horeis im Dezember 2023 verstorben ist. Ihr Stellvertreter ist Oliver Elsen (SPD).

### Wappen
Der Entwurf des Kommunalwappens von Oberndorf stammt von dem Heraldiker und Wappenmaler Albert de Badrihaye, der zahlreiche Wappen im Landkreis Cuxhaven erschaffen hat.
| Wappen von Oberndorf | Blasonierung: „Erhöht geteilt; oben in Grün ein silbernes (weißes) Wellenband; unten im Zimmenschnitt gespalten von Rot und Silber (Weiß).“                                                                                                 |
| Wappen von Oberndorf | Wappenbegründung: Das Wellenband versinnbildlicht die Oste, welche die in der grünen Ostemarsch liegende Gemeinde teilt. Der untere Wappenteil wurde dem Wappen des Adelsgeschlechts von Brobergen entlehnt, das in Oberndorf Besitz hatte. |

### Flagge
|  | 00Hissflagge: „Die Flagge ist grün-schwarz geteilt mit dem aufgelegten Wappen in der Mitte.“ |

### Gemeindepartnerschaften
- Owrutsch, Ukraine, seit 2010[15]

## Kultur und Sehenswürdigkeiten

### Bauwerke und Baudenkmale

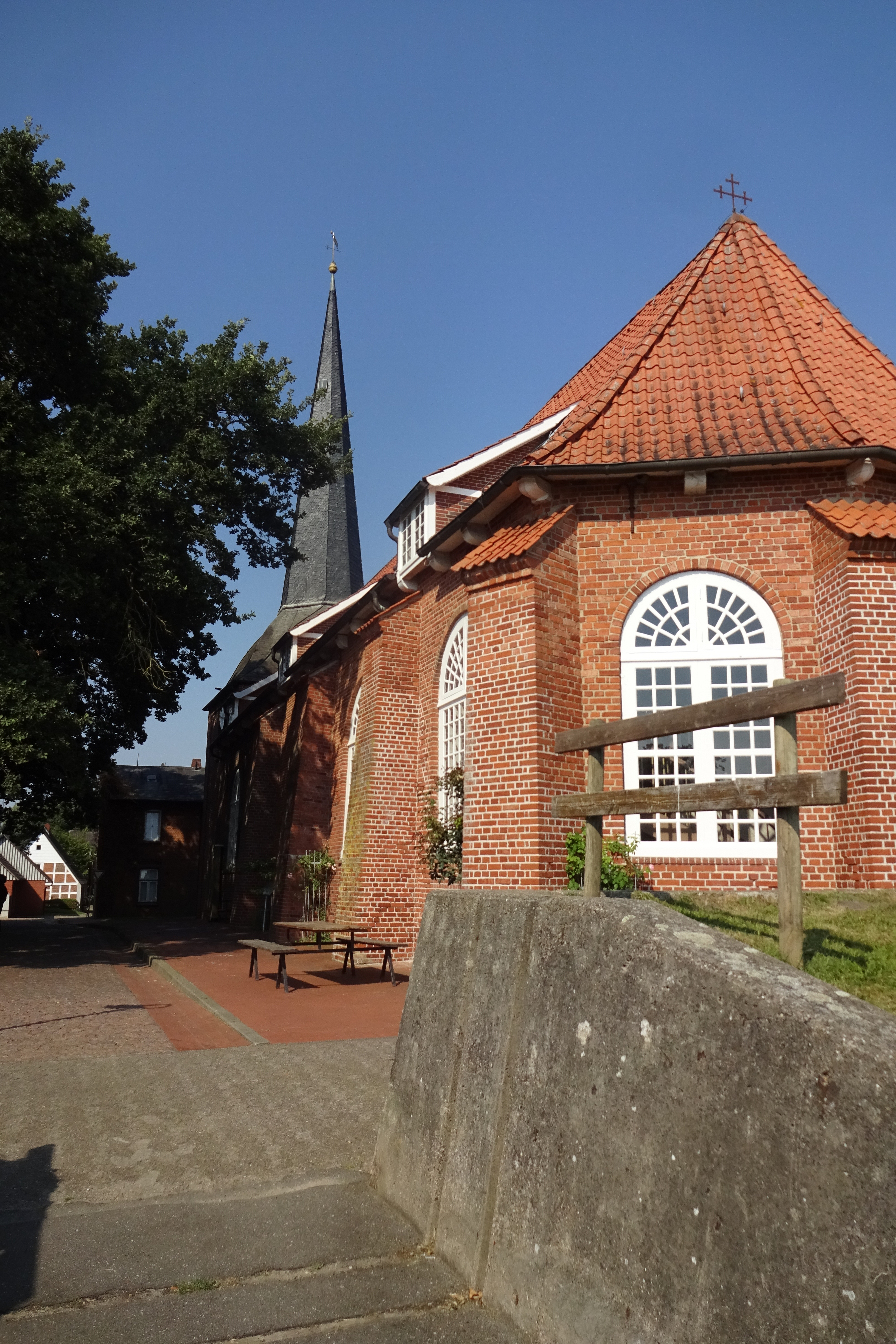
St. Georg

- Kirche St. Georg nahe am Ostedeich, 1379 erstmals erwähnt, frühere gotische Kirche mit noch bestehendem niedrige Turm von um 1300; 1653 wurde die heute bestehende einschiffige Kirche mit Rundbogenfenstern gebaut, der hohe Pyramidenknickhelm vom Turm stammt von 1717.
- Kirchplatz Oberndorf (Oste) mit Kirche, Kirchplatz mit Wohnhäusern Bei der Kirche 4 bis 11 und Deichweg 1
- Wohnhaus Deichstraße 32 von 1759, eines der örtlich ältesten Gebäude
- Hofanlage Niederstrich 5 mit Hallenhaus von 1858 und Hofanlage Niederstrich 6
- Hofanlage Bentwisch 45 von 1857
- Hofanlage Bentwisch 71 als Fachwerkbauten von um 1800
- Wohn- und Wirtschaftsgebäude Braak 15 als Fachwerk-Hallenhaus von 1864
- Wohn- und Wirtschaftsgebäude Hasenfleet 7 als Fachwerk-Hallenhaus von 1735/1873
- Wohn- und Geschäftshaus Hauptstraße 16 von 1896
- Wohnhaus Bahnhofstraße 1 (Villa) von 1910
- Villa Laak 2 von 1862
- Villa Deichstraße 2 von 1905
- Wohnhaus Hauptstraße 26 von 1905
- Schule Oberndorf von 1894
- Ehem. Elektrizitätswerk Oberndorf von 1906

### Museen
- Heimatmuseum (geldgeschichtliche Objekte sowie vorgeschichtliche Exponate)

### Regelmäßige Veranstaltungen
- Herbstregatta mit großer Segelregatta, Matchrace und Zeltfete, Mitte September
- Schützenfeste: Oberndorf, Bentwisch und Niederstrich
- Maiwanderung
- Fußballturnierwoche
- Zeltfete
- Laternelaufen
- St. Georgsfest
- Weihnachtsmarkt: am ersten Adventswochenende
- Feuerwehrball
- Deich- und Wiesenfest mit Kanurennen
- Osterfeuer
- Reiterball
- Kombüse 53° Nord

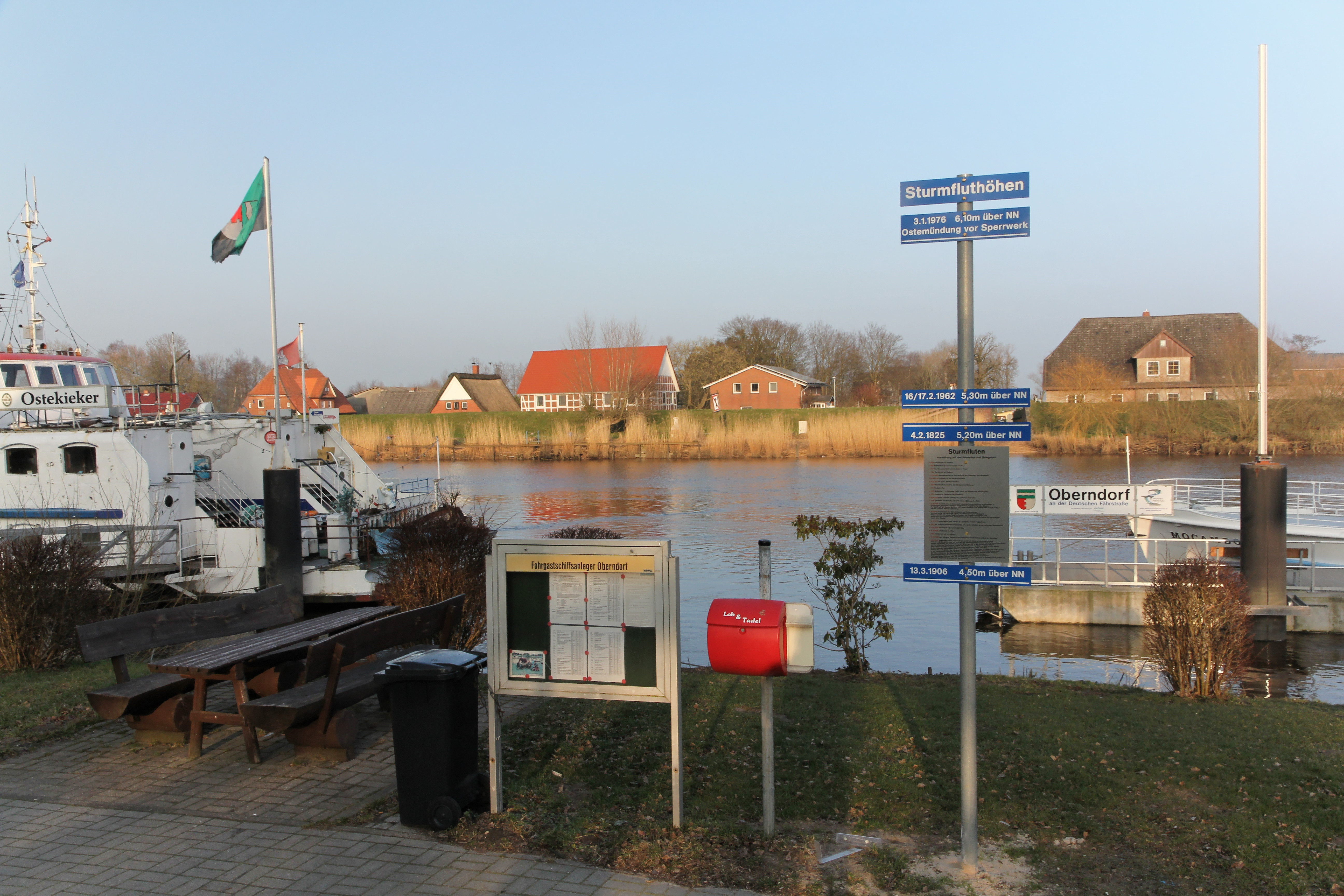
Osteufer bei der Kirche mit Fahrgastanleger und Restaurantschiff „Ostekieker“
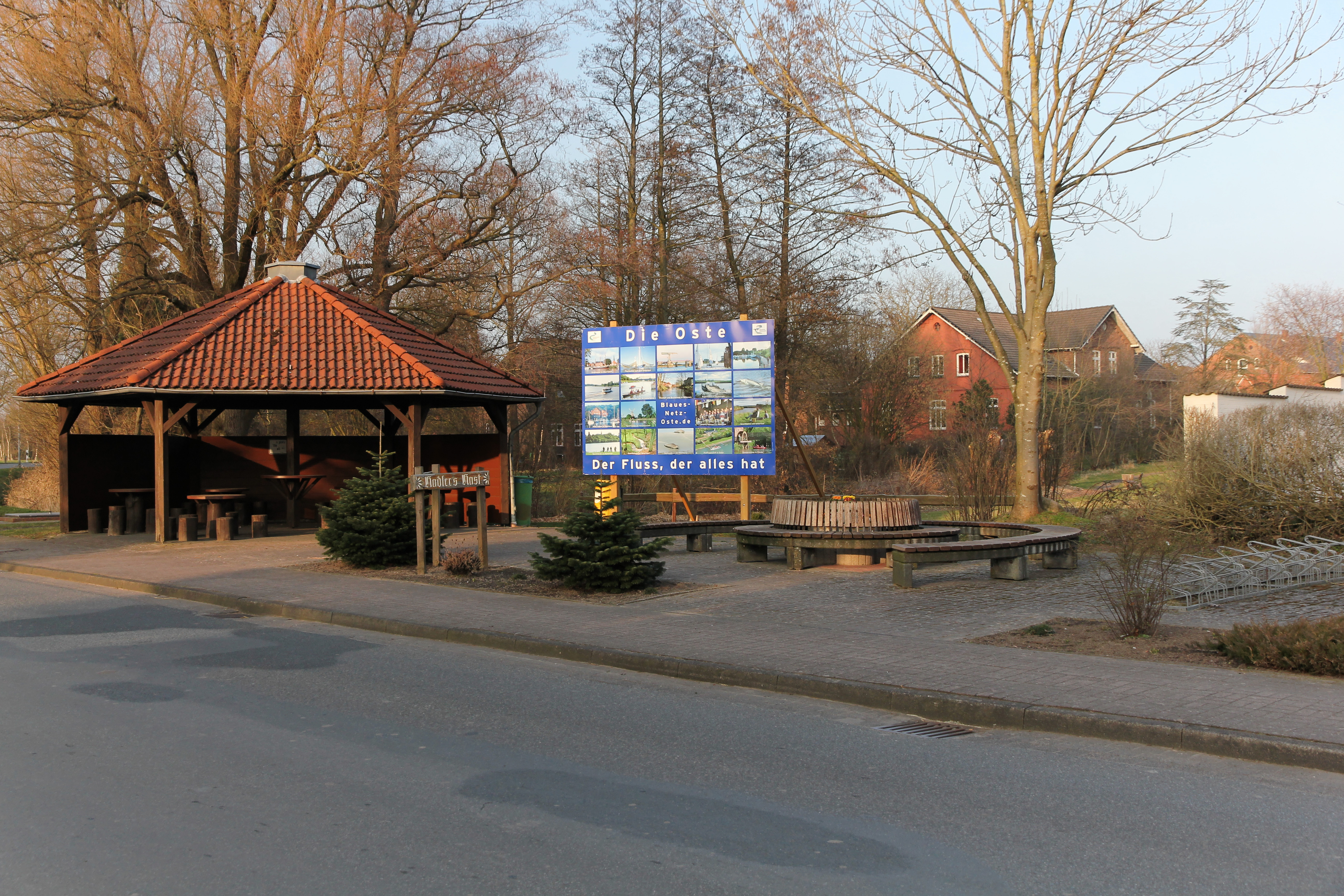
Rastplatz in Oberndorf (Oste)

## Wirtschaft und Infrastruktur

### Verkehr
In der Nähe des Ortes verläuft die Bundesstraße 73, die Verkehrsanbindung Richtung Cuxhaven sowie Stade und Hamburg bietet. 1977 wurde die Fähre durch eine Klappbrücke ersetzt.

### Bildung
- seit 2018 ist im Oberndorfer Schulgebäude eine freie Grund- und Oberschule angesiedelt.[16]

## Persönlichkeiten

### Söhne und Töchter der Gemeinde
- Friedrich Oltmanns (1860–1945), Botaniker
- Georg Beckmann (1868–1939), Politiker (SPD, USPD), MdR
- Oskar Schulze (1890–1968), Gewerkschafter und Politiker (SPD)
- Birgit Meyn-Horeis (* 1962), Politikerin (SPD), MdL

### Personen, die mit der Gemeinde in Verbindung stehen
- Paul Johann Thimann, später Tiedemann (1782–1837), Landwirt, Müller, Pächter der damaligen Bentwischer Mühle[17]
- Theodor Herrmann (1881–1926), Maler und Zeichner
- Werner Nöfer (* 1937), Maler und Grafiker, lebt in Oberndorf

## Sagen und Legenden
- Der Schatz in der Oberndorfer Kirche[18]
- Die unrechte Mühle (Laack, zu Geversdorf)[19]